# Sankt Lorenzen im Mürztal
Sankt Lorenzen im Mürztal är en ort och kommun  i Österrike. Den ligger i distriktet Bruck-Mürzzuschlag i förbundslandet Steiermark.
Kommunen består av tio orter (Ortschaften) (inom parentes invånarantal 1 januari 2024):

- Alt-Hadersdorf (70)
- Fuscht (3)
- Gassing (590)
- Lesing (124)
- Mürzgraben (130)
- Mödersdorf (204)
- Nechelheim (5)
- Pogusch (50)
- Sankt Lorenzen im Mürztal (2 582)
- Scheuchenegg (17)